# Menora

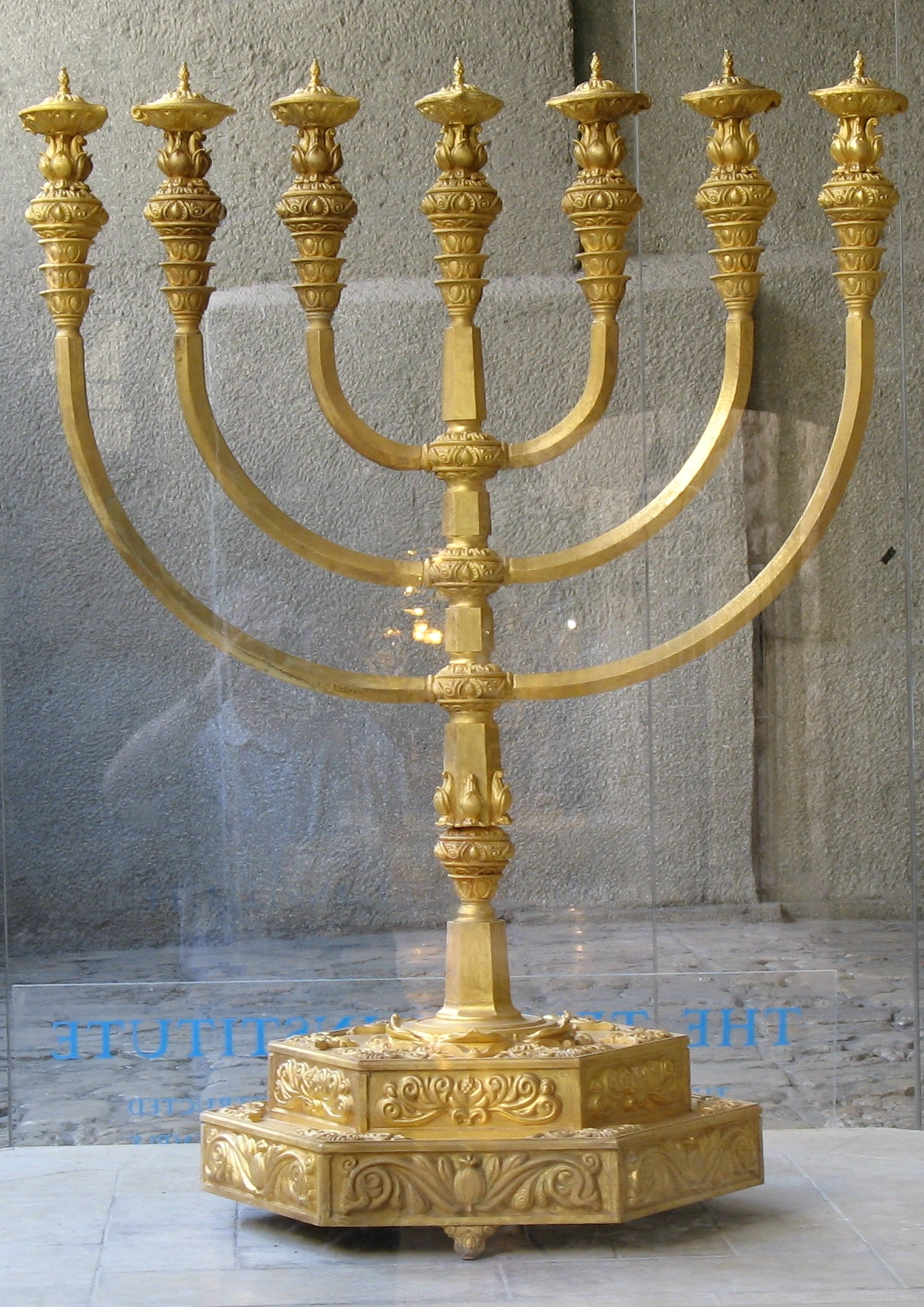
Zlatá menora v roce 2006 na ulici Kardo připravená pro Třetí Chrám v Jeruzalémě

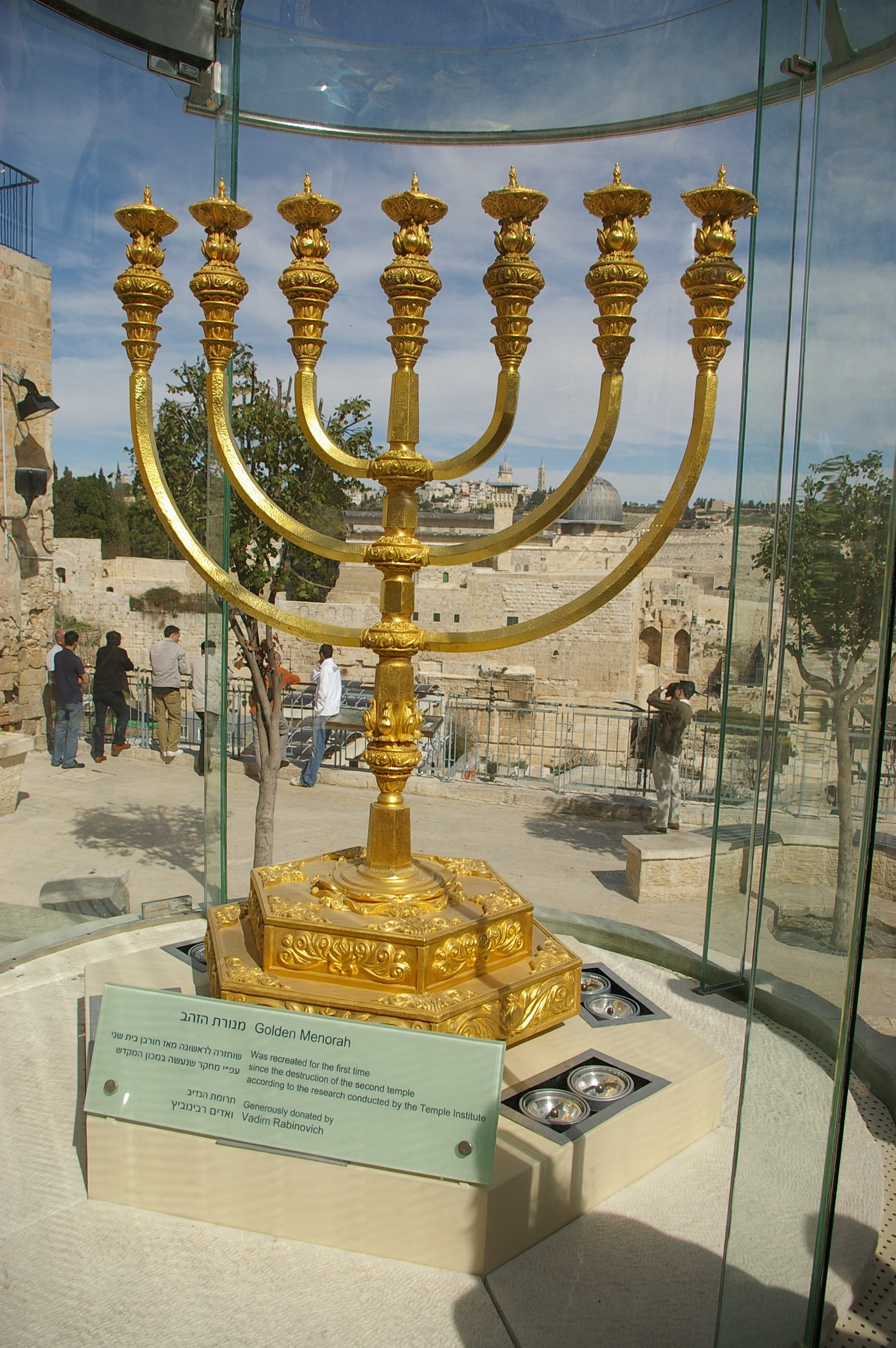
Zlatá menora od roku 2008 na náměstí Kotel, připravená pro Třetí chrám

Menora (hebrejsky מנורה‎), někdy též menóra, je sedmiramenný svícen a tradiční symbol judaismu. Samotné slovo menora je odvozeno od slova נר‎ (ner), „lampa“ nebo též „světlo“.
Existuje několik výkladů symbolického významu menory:
- Sedm ramen svícnu odkazuje k sedmi dnům stvoření.[3]
- Menora symbolizuje hořící keř, jejž spatřil podle Tóry Mojžíš na hoře Sinaj.
- Význačný rabín Meir Lejbuš ben Jechiel Michel, řečený Malbim, přirovnává menoru k plícím v lidském těle.[3]

V Tóře jsou v knize Exodus sepsány instrukce pro zhotovení menory:
| „                  | Zhotovíš svícen z čistého zlata. Svícen bude mít vytepaný dřík a prut; jeho kalichy, číšky a květy budou s ním zhotoveny z jednoho kusu. Z jeho stran bude vycházet šest prutů, tři pruty svícnu po jedné straně a tři pruty svícnu po druhé straně. Na jednom prutu budou tři kalichy podobné mandloňovému květu: číška a květ. A tři kalichy podobné mandloňovému květu na druhém prutu: číška a květ. Tak to bude na všech šesti prutech vycházejících ze svícnu. Na svícnu budou čtyři kalichy podobné mandloňovému květu s číškami a květy. Jedna číška bude pod jednou dvojicí prutů, druhá číška bude pod druhou dvojicí prutů a třetí číška bude pod třetí dvojicí prutů; tak to bude u všech šesti prutů vycházejících ze svícnu. Příslušné číšky a pruty budou s ním zhotoveny z jednoho kusu; všechno bude vytepané z čistého zlata i nůžky na knoty a pánve na oharky. Bude zhotoven se všemi těmito předměty z jednoho talentu čistého zlata. | “ |
| — Exodus 25, 31-39 | |   |

## Historie

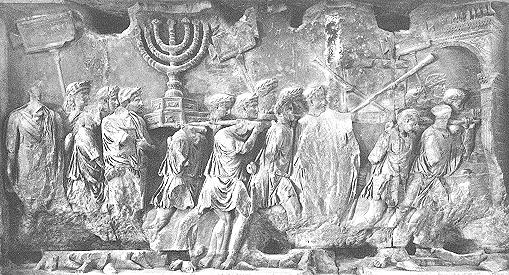
Triumfální pochod Římanů po dobytí Jeruzaléma roku 70 n. l., reliéf na Titově oblouku v Římě

Menora ve státním znaku Izraele

Původní zlatá menora stála ve stanu setkávání (אוהל מועד‎, ohel mo'ed) během putování Izraele v poušti. Později byla údajně přenesena do Šalamounova chrámu v Jeruzalémě. Po zničení Šalamounova chrámu se všechny posvátné předměty ztratily. V Druhém chrámu byla umístěna nová menora vyrobená podle návodu v Tóře. Tato menora byla zřejmě po zničení Druhého chrámu v roce 70 n. l. Římany odnesena a vystavena v triumfálním průvodu, jak zobrazuje Titův oblouk v Římě.

## Současnost
Jakožto odvěký náboženský a národní symbol lidu Izraele a židovského národa se menora stala spolu s olivovou ratolestí státním znakem novodobého státu Izrael.
- Replika zlaté menory, kterou daroval Vadim Rabinovič, byla od roku 2006 vystavena na tržní ulici Kardo, od roku 2008 čeká v židovské čtvrti starého Jeruzaléma ve vitríně z pancéřového skla, až bude na Chrámové hoře zbořena mešita, na jejím místě vystavěn Třetí chrám a menora do něj umístěna.
- Bronzová menora v monumentálním měřítku, stojí v Jeruzalémě před budovou Knesetu.

## Chanuka
Menora je také symbol, jenž je blízce spojen s židovským svátkem Chanuka. Podle Talmudu bylo po znesvěcení Šalamounova chrámu v Jeruzalémě nalezeno pouze tolik rituálně čistého oleje, který by vystačil jen na jeden den. Zázrakem však olej hořel po osm dní, během nichž se stačil připravit nový olej. Chanuková menora proto nemá sedm, ale devět ramen. Osm ramen svícnu symbolizuje osmidenní oslavy zázraku oleje a prostřední rameno je určené pro svíci, kterou se zapalují ostatní (שמש‎, šamaš). Pro tento svícen se rovněž používá přesnější název chanukija.